# Капис, Джованни
Джова́нни Ка́пис (итал. Giovanni Capis; 1582 или 1585, Домодоссола — 1632 или 1638) — итальянский филолог и историк.
Изучал филологию в Милане.
Составил первый словарь ломбардского диалекта итальянского языка, известный под сокращённым названием «Varon Milanes» (1606): полное название — «Варон миланский о языке Милана и Приссиан из Милана о миланском произношении» («Varon milanes de la lengua da Milan e Prissian da Milan de la parnonzia milanesa»), где «Варон миланский» — псевдоним Каписа (а Приссиан из Милана — псевдоним его соавтора Джованни Амброджо Биффи); труд юного Каписа был отредактирован более старшим учёным монахом Иньяцио Альбани.
Второй труд Каписа, книга «Memorie della Corte di Mattarella», посвящён истории провинции Оссола и завершён в 1631 году, а опубликован сыном Каписа, Джованни Маттео Каписом, в 1673 году (ряд переизданий, последнее в 2002 году).